# Crise no Golfo Pérsico (2019–presente)
A crise de 2019–2020 no Golfo Pérsico refere-se a uma escalada de tensões militares entre o Irã e os Estados Unidos na região do Golfo Pérsico. Os Estados Unidos começaram a ampliar a sua presença militar na região sob a alegação de impedir uma campanha planejada pelo Irã e seus aliados não-estatais para atacar forças e interesses estadunidenses no Golfo Pérsico e no Iraque. Isso seguiu-se a um aumento das tensões políticas entre os dois países durante a Presidência de Donald Trump, que incluiu a retirada dos Estados Unidos do acordo nuclear, a imposição de novas sanções contra o Irã e a designação da Guarda Revolucionária Islâmica como organização terrorista. Em represália, o Irã designou o Comando Central dos Estados Unidos como uma organização terrorista.
Vários navios mercantes no Golfo Pérsico foram danificados em dois incidentes em maio e junho de 2019 . Os países ocidentais culparam o Irã, enquanto o Irã negou envolvimento. Em junho de 2019, o Irã abateu um drone de vigilância americano RQ-4A sobrevoando as águas iranianas, quase resultando em um confronto armado. No mesmo mês, um navio petroleiro iraniano foi apreendido pela Grã-Bretanha no Estreito de Gibraltar, alegando que estava transportando petróleo para a Síria, violando as sanções da União Europeia. Mais tarde, o Irã capturou um petroleiro britânico e seus tripulantes no Golfo Pérsico; o Reino Unido respondeu juntando forças estadunidenses no Golfo. Mais tarde, tanto o Irã quanto o Reino Unido liberaram os navios.
Os Estados Unidos criaram a Coalizão Internacional de Segurança Marítima (International Maritime Security Construct; IMSC) em resposta à crise, que "aumenta a vigilância geral e a segurança nas principais vias navegáveis do Oriente Médio", segundo o vice-secretário de Defesa Michael Mulroy .

## Antecedentes
Em 8 de maio de 2018, os Estados Unidos se retiraram do Plano de Ação Conjunto Global com o Irã, restabelecendo as sanções contra o Irã . A produção de petróleo do Irã atingiu um nível histórico baixo como resultado de sanções. Segundo a BBC, as sanções dos Estados Unidos contra o Irã "levaram a uma forte desaceleração da economia iraniana, empurrando o valor de sua moeda a níveis mínimos, quadruplicando sua taxa de inflação anual, afastando investidores estrangeiros e desencadeando protestos". As autoridades iranianas acusaram os Estados Unidos de travar uma guerra híbrida contra o Irã.
As tensões entre o Irã e os Estados Unidos aumentaram em maio de 2019, com os Estados Unidos ampliando suas atividades militares na região do Golfo Pérsico, depois de receberem relatórios de inteligência sobre uma suposta "campanha" do Irã e seus "proxies" para ameaçar as forças estadunidenses e o transporte de petróleo no Estreito de Ormuz. As autoridades dos Estados Unidos apontaram para ameaças contra a navegação comercial e possíveis ataques das milícias com laços iranianos contra as tropas estadunidenses no Iraque, enquanto também citava relatórios de inteligência que incluíam fotografias de mísseis em embarcações e outros pequenos barcos no Golfo Pérsico, supostamente colocados ali por forças paramilitares iranianas. Os Estados Unidos temiam que pudessem ser disparados contra a sua Marinha.

## Linha do tempo

### Maio de 2019: aumento das tensões e incidente no Golfo de Omã
Em 7 de maio, o secretário de Estado dos Estados Unidos, Mike Pompeo, fez uma visita surpresa à meia-noite em Bagdá, depois de cancelar uma reunião com a chanceler alemã Angela Merkel . Pompeo disse ao presidente iraquiano Barham Salih e ao primeiro-ministro Adel Abdul Mahdi que eles tinham a responsabilidade de proteger os americanos no Iraque. Em 8 de maio, um consultor do aiatolá Khamenei afirmou que o Irã estava confiante de que os Estados Unidos não estavam dispostos e eram incapazes de iniciar uma guerra com o Irã. No mesmo dia, o Irã anunciou que reduziria seu compromisso com o acordo nuclear do Plano de Ação Conjunto Global, o qual os Estados Unidos se retiraram em maio de 2018. O presidente iraniano Hassan Rouhani estabeleceu um prazo de 60 dias para a UE e as potências mundiais resgatarem o acordo vigente antes de retomar o enriquecimento de urânio. O Comando Central das Forças Aéreas dos Estados Unidos anunciou que os caças F-15C Eagle foram reposicionados na região para "defender as forças e os interesses dos Estados Unidos na região". Em 10 de maio, os Estados Unidos implantaram o navio de transporte marítimo USS Arlington e uma bateria de mísseis terra-ar Patriot no Oriente Médio. O Pentágono afirmou que o reforço ocorreu em resposta à "maior disponibilidade iraniana para realizar operações ofensivas".
Em 12 de maio, quatro navios comerciais, incluindo dois navios petroleiros da Saudi Aramco, foram danificados perto do porto de Fujairah, no Golfo de Omã . Os Emirados Árabes Unidos alegaram que o incidente foi um "ataque de sabotagem", enquanto uma análise dos Estados Unidos acusou o Irã  ou os elementos "proxy" do Irã pelo ataque.
Em 13 de maio, a embaixada estadunidense em Bagdá declarou que os cidadãos dos EUA não deveriam viajar para o Iraque e para aqueles que já estavam lá deveriam manter um perfil discreto. No mesmo dia, o New York Times informou que o secretário interino de Defesa dos Estados Unidos, Patrick Shanahan, apresentou um plano militar para enviar até 120.000 soldados ao Oriente Médio caso o Irã atacasse forças americanas ou adotasse medidas para o desenvolvimento de armas nucleares. Mais tarde, Donald Trump, desacreditou isso, dizendo que, em vez disso, "enviaria muito mais" que 120.000 soldados, se necessário.
Em 14 de maio, autoridades iranianas e americanas disseram que não estavam em busca de guerra, mesmo com ameaças e contra-ameaças prosseguindo. O aiatolá Khamenei minimizou a escalada, dizendo em comentários veiculados na televisão estatal que "nenhuma guerra vai acontecer", enquanto Mike Pompeo declarou durante uma visita à Rússia: "Fundamentalmente, não buscamos uma guerra com o Irã". No mesmo dia, rebeldes houthis no Iêmen realizaram vários ataques com drones a um oleoduto saudita dentro do território saudita. Os Estados Unidos declararam que acreditavam que o Irã patrocinou o ataque, embora não estivesse claro se o ataque estava particularmente relacionado às tensões entre o Irã e os Estados Unidos ou à Guerra Civil do Iêmen, iniciada em 2015, e à intervenção liderada pela Arábia Saudita . Em 15 de maio, o Departamento de Estado dos EUA anunciou que todos os funcionários não emergenciais haviam recebido ordem para deixar a Embaixada dos Estados Unidos em Bagdá.
Em 19 de maio, Trump, alertou que, em caso de conflito, seria "o fim oficial do Irã". O ministro das Relações Exteriores do Irã, Mohammad Javad Zarif, respondeu que as "provocações genocidas de Trump" não "acabariam com o Irã". No mesmo dia, um foguete explodiu dentro do setor altamente fortificado da Zona Verde de Bagdá, caindo a menos de 1,6 km da Embaixada dos EUA. Em 24 de maio, os Estados Unidos enviaram 1.500 soldados adicionais para a região do Golfo Pérsico como uma medida "protetora" contra o Irã. A implantação incluiu aeronaves de reconhecimento, caças e engenheiros; 600 das tropas receberam mobilizações prolongadas, o que significa que 900 seriam tropas recentes.  O vice-almirante da Marinha dos EUA e diretor do Estado-Maior Conjunto Michael Gilday disse que os Estados Unidos têm um alto grau de confiança de que a Guarda Revolucionária do Irã foi responsável pelas explosões de quatro navios-tanque em 12 de maio e que foram os proxies iranianos no Iraque que dispararam foguetes contra a Zona Verde de Bagdá .
Em 20 de maio, o presidente Trump disse: "Não temos indício de que algo aconteceu ou vai acontecer" no Irã. Em 25 de maio, Trump, declarando que as tensões em curso com o Irã representavam uma emergência nacional, invocou uma brecha legal raramente usada para aprovar a venda de armas no valor de US $ 8 bilhões à Arábia Saudita. As armas também seriam vendidas para os Emirados Árabes Unidos e Jordânia. Em 28 de maio, a Agência Internacional de Energia Atômica certificou que o Irã estava cumprindo os principais termos do Plano de Ação Conjunto Global, embora tenham sido levantadas questões sobre quantas centrífugas avançadas o Irã poderia ter, uma vez que isso foi definido apenas de maneira vaga no acordo.

### Junho de 2019
Em 1 de junho, o presidente Hassan Rouhani sugeriu que o Irã estaria disposto a manter conversações, mas declarou que não seria pressionado por sanções e pela postura militar americana. No dia 2 de junho, Mike Pompeo afirmou que os Estados Unidos estavam prontos para discussões incondicionais com o Irã sobre seu programa nuclear, mas afirmou que não vai insistir em pressionar o Irã até que este comece a se comportar como um "país normal". "Estamos preparados para iniciar uma conversa sem condições prévias. Estamos prontos para nos sentar", disse Pompeo, ao mesmo tempo em que afirma que o presidente Trump sempre esteve disposto a buscar o diálogo com a liderança iraniana. O Ministério das Relações Exteriores do Irã respondeu afirmando: "A República Islâmica do Irã não presta atenção ao jogo de palavras e à expressão da agenda oculta sob novas formas. O que importa é a mudança da abordagem geral dos Estados Unidos e do comportamento real em relação à nação iraniana ", que, segundo ele, precisava de "reforma". O diálogo abrandador ocorreu em meio a exercícios militares estadunidenses no Mar da Arábia, onde várias aeronaves "simulavam operações de ataque"; Yahya Rahim Safavi, principal assessor militar do aiatolá Khameini, disse que os navios militares do Golfo Pérsico estavam ao alcance dos mísseis iranianos e alertou que qualquer conflito entre os dois países elevaria os preços do petróleo acima de US $ 100 o barril.

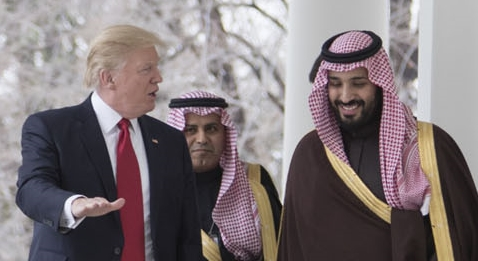
O presidente dos EUA, Donald Trump, e o príncipe herdeiro saudita Mohammad bin Salman culparam o Irã por ataques a navios-tanque

Em 6 de junho, os houthis no Iêmen, abateram um drone americano MQ-9 Reaper (Predator B). Os militares estadunidenses alegaram que o ataque foi realizado com a ajuda iraniana. O comandante do Comando Central dos EUA, Kenneth F. McKenzie Jr., alertou que o Irã e suas forças "substitutas" ainda representam uma ameaça "iminente" para as forças americanas: "Acho que ainda estamos no período que eu chamaria de aviso tático... A ameaça é muito real. "
Também em 6 de junho, os Emirados Árabes Unidos, apoiados pela Noruega e Arábia Saudita, disseram ao Conselho de Segurança das Nações Unidas que os ataques de 12 de maio tiveram as marcas de uma "operação sofisticada e coordenada" e provavelmente foram realizados por um "ator estatal". Vídeo dos danos aos navios-tanque Amjad, Al Marzoqah, A Michel e Andrea Victory foi divulgado às emissoras.

#### Ataques a petroleiros no Golfo de Omã
Em 17 de junho, os Estados Unidos anunciaram o envio de mais 1.000 soldados para o Oriente Médio, após um segundo incidente no Golfo de Omã onde dois petroleiros foram incendiados depois de supostamente serem atacados por minas limpets ou objetos voadores. Como no incidente de maio, os Estados Unidos culparam as forças iranianas pelos ataques.

#### Novas sanções e derrubada de um drone dos Estados Unidos pelo Irã

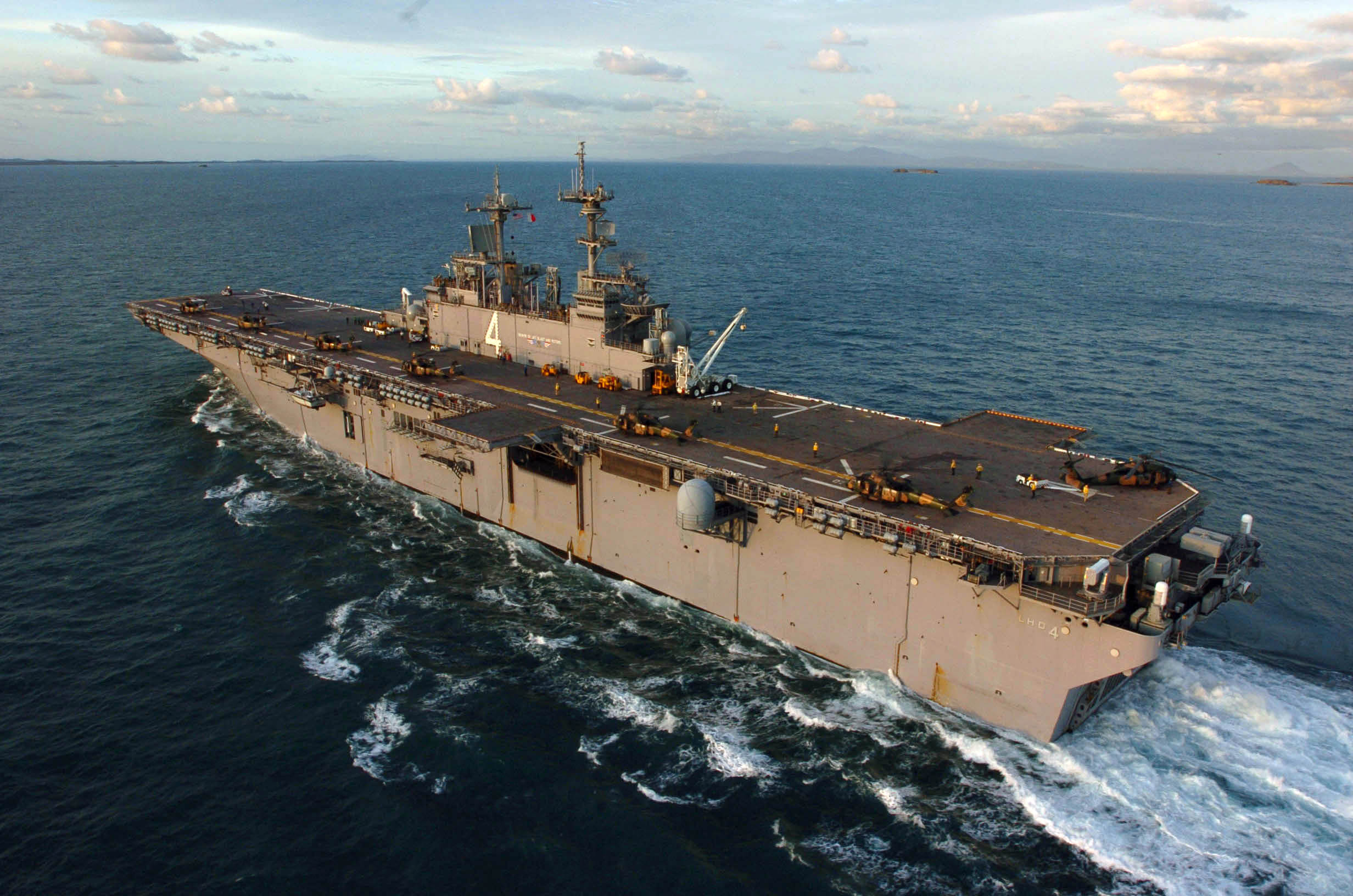
visto aqui na costa da Austrália, foi enviado para o Golfo Pérsico em junho de 2019 como resultado do aumento das tensões entre EUA e Irã.

As tensões atingiram um novo pico quando, em 20 de junho, o Corpo da Guarda Revolucionária Islâmica derrubou um avião de vigilância RQ-4A Global Hawk estadunidense, afirmando que o avião violava o espaço aéreo iraniano. O comandante da Guarda Revolucionária Iraniana, Hossein Salami, chamou a derrubada de uma "mensagem clara" para os Estados Unidos, além de alertar que, embora não estivessem buscando guerra, o Irã estava "completamente pronto" para isso. O Comando Central dos EUA confirmou mais tarde que o drone foi abatido por mísseis terra-ar iranianos, mas negou que violasse o espaço aéreo iraniano, chamando-o de "ataque injustificado" e no espaço aéreo internacional sobre o Estreito de Ormuz. O Irã e os Estados Unidos forneceram coordenadas GPS conflitantes para a localização do drone, tornando incerto se o drone estava dentro da fronteira territorial de 20 quilômetros do Irã. O presidente Trump considerou a queda do drone pelo Irã como um "grande erro". Os Estados Unidos solicitaram uma reunião do Conselho de Segurança das Nações Unidas, em 24 de junho, para tratar das tensões regionais com o Irã, segundo diplomatas.
Meios de comunicação como o New York Times e o ABC News informaram que Trump ordenou um ataque militar de retaliação ao Irã em 20 de junho, mas retirou sua decisão minutos antes do início da operação. Segundo relatos, as aeronaves já estavam no ar a caminho de seus alvos e os navios de guerra estavam em posição quando o ataque foi cancelado. Trump disse no dia seguinte que havia decidido interromper a operação depois de ter sido informado de que 150 iranianos seriam mortos, embora alguns oficiais do governo tenham dito que Trump havia sido avisado sobre as possíveis vítimas antes que ele ordenasse a preparação da operação. O secretário de Estado Mike Pompeo e o conselheiro de segurança nacional John Bolton teriam se oposto à  revogação.
Em 22 de junho, foi relatado que o presidente Trump havia aprovado ataques cibernéticos que desabilitavam os sistemas de computador da Guarda Revolucionária Iraniana usados para controlar o lançamento de foguetes e mísseis na noite da queda dos drones. Os ataques cibernéticos foram realizados pelo Comando Cibernético dos Estados Unidos em conjunto com o Comando Central dos EUA. Representou a primeira demonstração ofensiva de força desde que o Comando Cibernético foi elevado a um comando combatente em maio de 2018. Também em 22 de junho, o Departamento de Segurança Interna dos EUA emitiu um alerta para as indústrias americanas de que o Irã estava intensificando ataques cibernéticos a atividades essenciais - particularmente petróleo, gás e outros setores de energia - e agências governamentais, e tinha o potencial de interromper ou destruir sistemas. .
Em 23 de junho, o major-general iraniano Gholam Ali Rashid alertou os Estados Unidos sobre as consequências "incontroláveis", caso um conflito ocorresse. Durante um discurso em Israel, John Bolton disse que o Irã não deve "confundir prudência e discrição dos Estados Unidos com fraqueza", enfatizando que futuras opções militares não estão descartadas e que Trump apenas "impediu a investida de avançar neste momento". O secretário de Estado Mike Pompeo visitou a região do Golfo Pérsico para conversar com a Arábia Saudita e os Emirados Árabes Unidos, em uma tentativa de construir uma coalizão para combater as ambições nucleares e de "terrorismo" iranianas. Enquanto isso, o presidente iraniano Hassan Rouhani culpou a "presença militar intervencionista" dos Estados Unidos pelas altas tensões.
Em briefings classificados, Mike Pompeo e outras autoridades do Departamento de Estado e do Pentágono aconselharam os membros do Congresso dos Estados Unidos sobre o que eles descreveram como laços alarmantes entre o Irã e a Al-Qaeda - incluindo dar à organização terrorista refúgio no país. O New York Times informou que os parlamentares estavam desconfiados das afirmações sobre as ligações iranianas com a al-Qaeda, principalmente devido a preocupações de que o governo possa estar usando afirmações ilusórias para criar um caso de ação militar contra o Irã com base na Autorização para o Uso da Força Militar Contra os Terroristas  de 2001 - as supostas ligações entre Saddam Hussein e a al-Qaeda foram usadas como justificativa parcial para invadir o Iraque em 2003. Em 27 de junho, o vice-secretário de defesa assistente Michael Mulroy negou categoricamente que as autoridades do Pentágono ligassem a al-Qaeda ao Irã durante as reuniões do Congresso. "Nesses briefings, nenhum dos oficiais mencionou a al-Qaeda ou a Autorização para o Uso da Força Militar de 2001", afirmou Mulroy, acrescentando que ele e a Agência de Inteligência da Defesa "descreveram os laços históricos entre o Irã e o Talibã, e eu expliquei que esses laços são amplamente e publicamente conhecidos e referenciados em artigos e livros".
Em 24 de junho, Trump anunciou novas sanções contra a liderança iraniana e da Guarda Revolucionária Iraniana, incluindo o líder supremo Ali Khamenei e seu gabinete. O secretário do Tesouro dos EUA, Steven Mnuchin, afirmou que as sanções bloquearão "bilhões" em ativos. No mesmo dia, Trump disse a repórteres que não precisava do consentimento do Congresso para um ataque inicial ao Irã.
Em 25 de junho, o Irã disse que as novas sanções estadunidenses levaram ao "fechamento permanente" de seus laços diplomáticos, e o regime se recusou a negociar com Washington até que as sanções fossem revogadas. Em 27 de junho, Javad Zarif twittou que as sanções não são uma "alternativa à guerra; elas são guerra" e argumentou que o uso do termo "obliteração" contra o Irã  por Trump é uma referência ao genocídio, um crime de guerra. Também disse que as negociações e ameaças são "mutuamente exclusivas" e chamou o conceito de uma guerra curta com o Irã de "ilusão".
Após a derrubada do drone, os Estados Unidos continuaram inabaláveis em implantar ativos militares na região. Em 28 de junho, os Estados Unidos haviam implantado quase uma dúzia de caças F-22 Raptor na Base Aérea de Al Udeid, no Catar — a primeira implantação de F-22s na base — para "defender forças e interesses americanos".

### Julho de 2019

#### Alegada derrubada de drones iranianos pelos Estados Unidos
Em 18 de julho, de acordo com o Pentágono, o USS Boxer tomou medidas defensivas contra um drone iraniano que havia se aproximado do navio no Golfo Pérsico a aproximadamente 1,000 jarda (0,914 m) e bloqueou o drone, causando uma colisão. O vice-ministro das Relações Exteriores do Irã, Abbas Araghchi, negou que qualquer um dos drones do país tenha sido derrubado. O general Kenneth F. McKenzie Jr., comandante do Comando Central dos EUA, posteriormente alegou que o USS Boxer pode ter derrubado um segundo drone iraniano.

#### Captura de petroleiros britânicos e iranianos
Em 3 de julho, Gibraltar promulgou "Regulamentos de Sanções 2019" após a Lei de Sanções de março de 2019 referindo-se às sanções da União Europeia para a Síria (UE No. 36/2012). Também especificou o navio petroleiro iraniano Grace 1, com bandeira do Panamá, como um navio sob esses regulamentos. Em 4 de julho, o navio foi apreendido pelas autoridades britânicas durante uma parada logística fora do porto em Gibraltar, sob suspeita de que o navio estivesse transportando petróleo para a Síria em violação às sanções da União Europeia. Uma força de trinta fuzileiros navais embarcou no navio a partir de um helicóptero e lancha, acompanhada pela Polícia Real de Gibraltar e oficiais da Alfândega de Gibraltar. Quatro membros da tripulação do navio, incluindo o capitão e o oficial chefe, foram presos, mas posteriormente libertados sob fiança sem acusação. O Irã exigiu a libertação do navio e negou que o navio estivesse violando as sanções, e um oficial da Guarda Revolucionária Iraniana emitiu uma ameaça de apreender um navio britânico em retaliação. O líder iraniano Ali Khamenei descreveu o incidente como um ato britânico de "pirataria", que recebeu uma "aparência legal". A Grã-Bretanha se ofereceu para liberar o navio em troca de uma garantia iraniana de que não iria ao porto sírio de Baniyas para entregar petróleo à refinaria de lá. Em 11 de julho, a fragata HMS Montrose da Marinha Real frustrou uma tentativa iraniana de capturar o petroleiro britânico British Heritage, pertencente à BP, que transitava através do Estreito de Ormuz. Três barcos supostamente pertencente ao Corpo da Guarda Revolucionária Islâmica se aproximaram do navio-tanque e tentaram detê-lo. Depois disso, o HMS Montrose, que estava acompanhando o navio-tanque, moveu-se entre os barcos e o navio-tanque e preparou as armas nos barcos, alertando-os para recuar. Os barcos iranianos então se afastaram. A Marinha Real posteriormente implantou o destróier HMS Duncan no Golfo Pérsico para reforçar o HMS Montrose .
Em 14 de julho, um navio petroleiro de bandeira panamenha, MT Riah, que estava operando nos Emirados Árabes Unidos, desapareceu dos mapas de rastreamento de navios perto do Irã depois de atravessar o Estreito de Ormuz. Além do mistério, nenhuma entidade reivindicou a propriedade do navio-tanque.

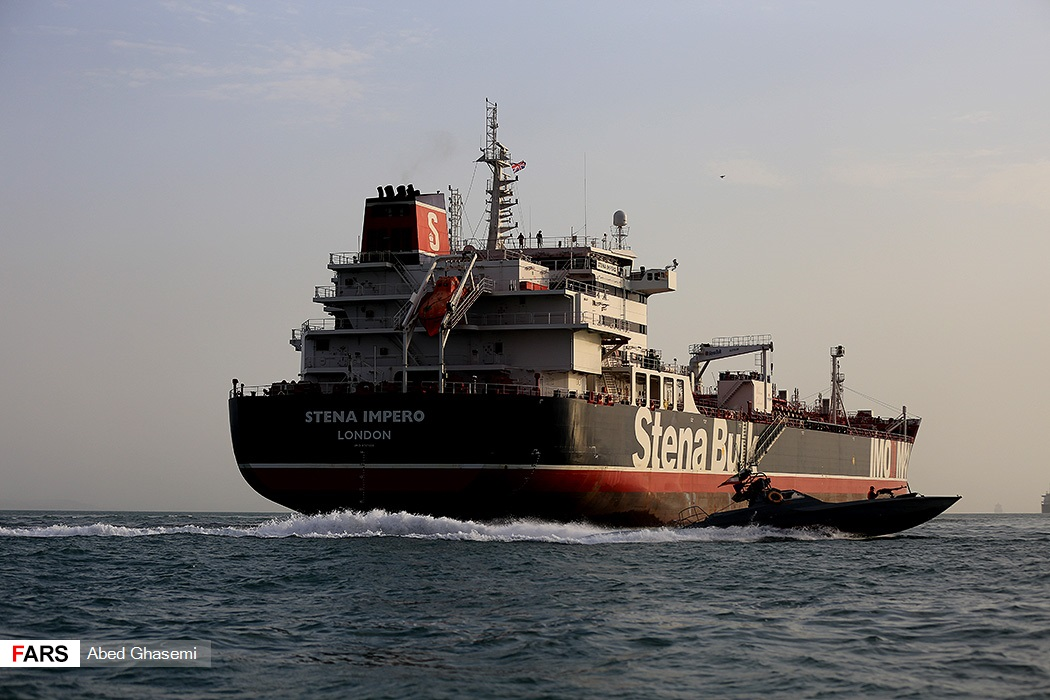
Navio-tanque de bandeira britânica Stena Impero

Em 20 de julho, o navio-tanque Stena Impero, de bandeira britânica, foi capturado em um ataque pelas forças da Guarda Revolucionária Iraniana. Quatro botes e um helicóptero pararam o navio e comandos iranianos rapelaram a bordo a partir do helicóptero. O navio foi levado para Bandar Abbas com a sua tripulação de 23 detidos a bordo. Em 4 de setembro, o Irã decidiu libertar apenas sete tripulantes do navio-tanque britânico detido. Um segundo navio de propriedade britânica e de bandeira da Libéria também foi apreendido, mas posteriormente autorizado a continuar sua jornada. Em uma carta à ONU, o Irã afirmou que o Stena Impero havia colidido e danificado um navio iraniano e ignorado os avisos das autoridades iranianas.
A apreensão do navio provocou uma crise diplomática entre o Reino Unido e o Irã. O governo britânico condenou a apreensão do navio e exigiu sua libertação, alertando para "sérias consequências" caso o navio não fosse liberado. O primeiro-ministro iraquiano Adil Abdul-Mahdi visitou o Irã para negociar a libertação de Stena Impero, a pedido do governo britânico. O Irã confirmou que capturou o navio como retaliação pela apreensão britânica do Grace 1 em Gibraltar e deu a entender que estaria disposto a liberar Stena Impero em troca da liberação do Grace 1 .
Em 31 de julho, os Estados Unidos sancionaram o ministro das Relações Exteriores do Irã, Mohammad Javad Zarif, tornando a solução diplomática ainda menos provável.

### Agosto de 2019: apreensão do navio-tanque iraquiano
Em 4 de agosto de 2019, a Guarda Revolucionária Iraniana apreendeu um navio-tanque iraquiano por supostamente contrabandear petróleo para outros países árabes. Os sete tripulantes a bordo foram detidos, aumentando ainda mais as tensões no Golfo Pérsico. Apenas três dias depois, a Grã-Bretanha e, finalmente, Israel aderiram ao Programa Sentinela para proteger os navios petroleiros no Golfo Pérsico.
Em 15 de agosto, Gibraltar liberou o Grace 1 após receber garantias de que o petróleo não seria vendido a uma entidade sancionada pela UE e depois de rejeitar um pedido do Departamento de Justiça dos Estados Unidos para apreender o navio. O governo iraniano declarou posteriormente que não havia garantido que o petróleo não seria entregue à Síria e reafirmou sua intenção de continuar fornecendo petróleo à nação árabe. Em 16 de agosto, o Departamento de Justiça emitiu um mandado em Washington, DC para apreender o Grace 1, a carga de petróleo e US $ 995.000, alegando que o lucro da viagem do navio visava enriquecer o Corpo da Guarda Revolucionária Islâmica Iraniana, que os Estados Unidos já haviam designado uma organização terrorista. Em 18 de agosto, Gibraltar anunciou que seu Ministério da Justiça havia rejeitado o mandado dos Estados Unidos, já que as sanções estadunidenses contra o Irã não se aplicavam à União Europeia, e o navio, renomeado Adrian Darya 1 e registrado sob a bandeira iraniana, deveria navegar iminentemente de Gibraltar.
Depois de liberar o navio, o Office of Foreign Assets Control (OFAC) sancionou o navio-tanque e seu capitão e os inseriu na lista negra. Alguns dias depois, Brian Hook, apontador do Departamento de Estado no Irã, enviou e-mails ao capitão indiano do navio e ofereceu alguns milhões de dólares em dinheiro estadunidense para transportar o Adrian Darya 1 para um país onde poderia ser apreendido pelas Forças Armadas dos Estados Unidos; mas ele rejeitou essas ofertas.

### Setembro de 2019
Em 3 de setembro, o Irã anunciou que o petroleiro entregou sua carga, desafiando as ameaças dos Estados Unidos. Imagens de satélite mostraram o navio-tanque perto da Síria. Em 9 de setembro, o ministro das Relações Exteriores da Grã-Bretanha acusou o Irã de vender o petróleo transportado em Adrian Darya ao regime de Assad. O Irã afirmou que o petróleo havia sido vendido a uma empresa privada que não é uma entidade sancionada pela UE; portanto, sua garantia a Gibraltar não foi violada.
Em 14 de setembro, ocorreu o ataque em Abqaiq-Khurais - um ataque coordenado de mísseis Cruise e drones que visavam as instalações de processamento de petróleo da Saudi Aramco, de propriedade estatal, em Abqaiq e Khurais, no leste da Arábia Saudita . O movimento houthi no Iêmen assumiu a responsabilidade, vinculando-o a eventos referentes a intervenção saudita na Guerra Civil do Iêmen. No entanto, alegações feitas por algumas autoridades dos Estados Unidos de que os ataques se originaram no Irã, apesar da negação do país, acirrariam a Crise do Golfo Pérsico.
Em 16 de setembro de 2019, a Guarda Revolucionária do Irã apreendeu outra embarcação perto da ilha de Greater Tunb, no Golfo Pérsico. Foi relatado que o navio estava contrabandeando 250.000 litros de diesel para os Emirados Árabes Unidos .
Em 27 de setembro de 2019, o petroleiro britânico Stena Impero partiu das águas iranianas após cerca de dois meses em detenção iraniana. O restante dos 23 tripulantes do navio que foram detidos no Irã também foram libertados, com sete tripulantes já liberados em 4 de setembro. Em 28 de setembro, o Stena Impero, que também foi capaz de transmitir sinais,  atracou em Port Rashid, Dubai. No mesmo dia, o HMS Duncan voltou ao seu porto natal, a base naval de Portsmouth .

### Novembro de 2019
Em 7 de novembro de 2019, a coalizão naval liderada pelos Estados Unidos, International Maritime Security Construct (IMSC) lançou operações oficiais no Bahrein para proteger as rotas marítimas próximas às turbulentas águas territoriais iranianas. A coalizão abriu seu centro de comando no país, para afastar a ameaça percebida ao suprimento global de petróleo.

### Dezembro de 2019: ataques aéreos dos Estados Unidos contra milícias iraquianas e ataque à embaixada de Bagdá

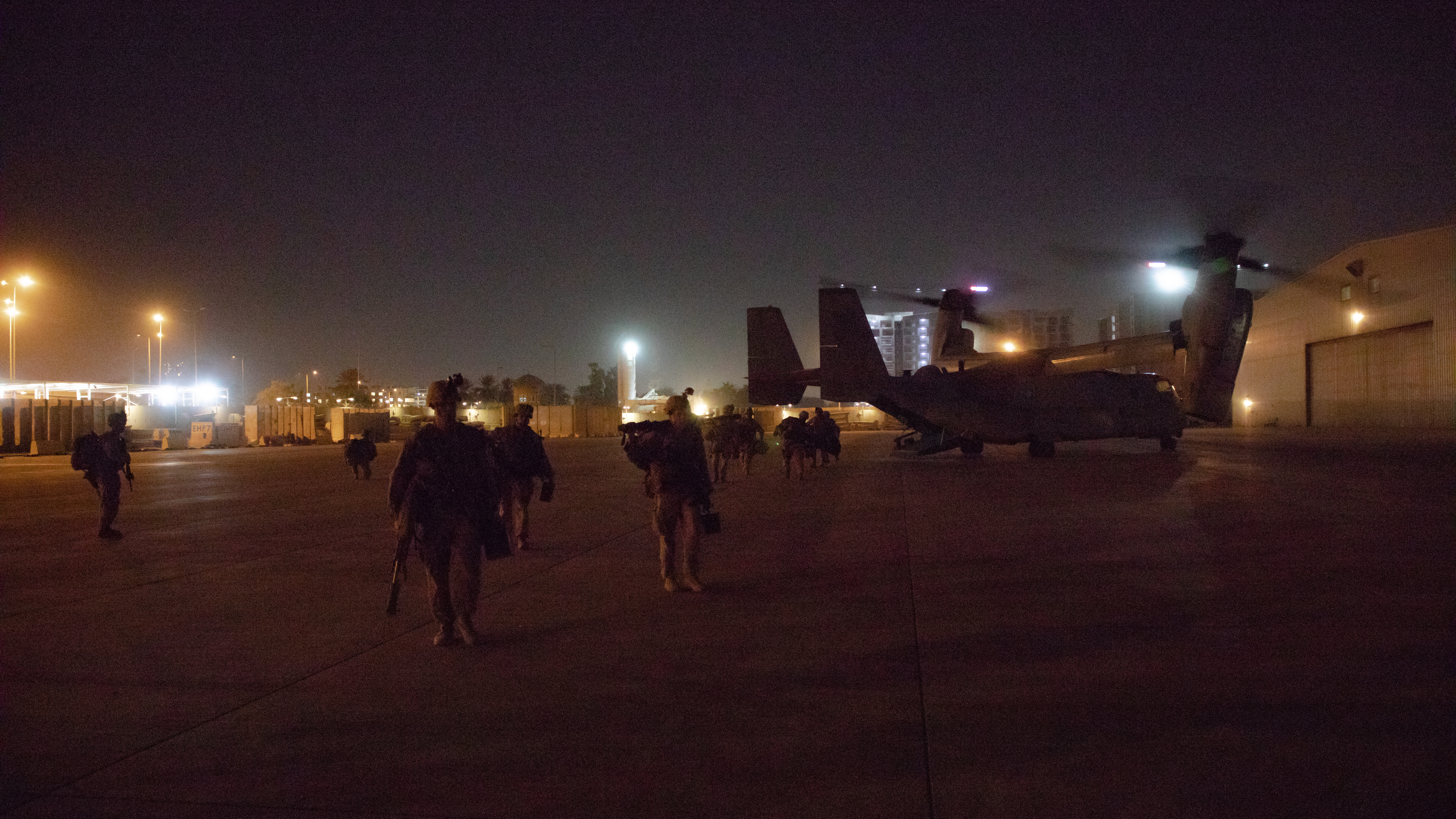
Marines chegam a Bagdá para reforçar a embaixada dos Estados Unidos depois que ela foi atacada por milicias apoiadas pelo Irã, 31 de dezembro de 2019

No início de dezembro, o Pentágono considerou enviar reforços ao Oriente Médio para lidar com as crescentes tensões devido aos ataques contra navios internacionais através do Golfo Pérsico, um ataque com mísseis contra uma instalação de petróleo saudita, a violenta repressão aos protestos no Irã e a intensificação das atividades iranianas na região. O número de mortos nas manifestações iranianas permaneceu em disputa, embora o Irã não tenha divulgado estimativas oficiais. O representante especial dos Estados Unidos para o Irã, Brian Hook, anunciou que seu país estava oferecendo US $ 15 milhões por informações sobre o paradeiro de Abdul Reza Shahalai, um alto comandante iraniano acusado de orquestrar numerosos ataques contra as forças estadunidenses no Iraque e uma tentativa frustrada de assassinar o embaixador da Arábia Saudita nos Estados Unidos.
Em 27 de dezembro, o Irã, a Rússia e a China realizaram um exercício naval de quatro dias no Oceano Índico e no Golfo de Omã.
Em 29 de dezembro, ataques aéreos americanos alvejaram milícias xiitas apoiadas pelo Irã no Iraque e na Síria, matando 25 militantes e ferindo pelo menos outros 55. O Departamento de Defesa dos Estados Unidos informou que a operação ocorreu em retaliação por ataques repetidos às bases militares iraquianas que hospedam as forças da coalizão Operação Resolução Inerente (Operation Inherent Resolve, OIR), particularmente o ataque de 27 de dezembro de 2019 a uma base aérea de Kirkuk que deixou um contratado civil morto e 4 soldados estadunidenses feridos. Os ataques aéreos foram o maior ataque desse tipo contra uma milícia iraquiana pelas forças americanas em anos. O Kata'ib Hizbollah, uma milícia muçulmana xiita que tem ligações com o Irã, negou a responsabilidade pelos ataques.
Em 31 de dezembro, a Embaixada dos EUA em Bagdá é atacada milicianos apoiados pelo Irã.

### Janeiro de 2020: ataque ao Aeroporto Internacional de Bagdá
Em 3 de janeiro, o presidente Donald Trump aprova o assassinato direcionado do general iraniano Qasem Soleimani e do líder paramilitar iraquiano Abu Mahdi al-Muhandis em Bagdá . Alguns analistas alertaram que o Irã pode retaliar. "Da perspectiva do Irã, é difícil imaginar um ato mais deliberadamente provocativo", disse Robert Malley, presidente do think tank International Crisis Group. "E é difícil imaginar que o Irã não retaliará de maneira altamente agressiva".
A retaliação iraniana veio cinco dias depois, quando militares do Irã dispararam vários mísseis de curto alcance contra bases americanas em Al Asad e em Erbil. O ataque não causou danos ou mortes e então o governo americano decidiu não escalar o conflito e evitou contra-atacar, porém as tensões na região continuaram altas.